# Physothorax pallidus
Physothorax pallidus är en stekelart som beskrevs av William Harris Ashmead 1900. Physothorax pallidus ingår i släktet Physothorax och familjen gallglanssteklar.
Artens utbredningsområde är Puerto Rico. Inga underarter finns listade i Catalogue of Life.